# Championnat du Swaziland de football 2007-2008
Navigation
Édition précédente Édition suivante
La saison 2007-2008 du Championnat du Swaziland de football est la trente-deuxième édition de la Premier League, le championnat national de première division au Swaziland. Les douze équipes engagées sont regroupées au sein d'une poule unique où elles affrontent deux fois leurs adversaires, à domicile et à l'extérieur. En fin de saison, les deux derniers du classement sont relégués et remplacés par les deux meilleurs clubs de deuxième division.
C'est le double tenant du titre, le club de Royal Leopards FC qui remporte à nouveau la compétition cette saison après avoir terminé en tête du classement final, avec deux points d'avance sur Mbabane Highlanders et quatre sur Young Buffaloes FC. C'est le troisième titre de champion du Swaziland de l'histoire du club qui manque le doublé en s'inclinant en finale de la Coupe du Swaziland face à Malanti Chiefs FC, club de deuxième division.

## Participants
- Mbabane Highlanders
- Manzini Sundowns
- Manzini Wanderers
- Young Buffaloes FC
- Illovo FC - Promu de D2
- Mhlambanyatsi Rovers
- Eleven Men in Flight
- Mbabane Swallows
- Umbelebele/Jomo Cosmos - Promu de D2
- Midas Mbabane City FC
- Green Mamba
- Royal Leopards FC

## Compétition

### Classement
Le classement est établi sur le barème de points suivant : victoire à 3 points, match nul à 1, défaite à 0.
| Rang | Équipe                  | Pts | J  | G  | N | P  | Bp | Bc | Diff |
| ---- | ----------------------- | --- | -- | -- | - | -- | -- | -- | ---- |
| 1    | Royal Leopards FCT      | 44  | 22 | 13 | 5 | 4  | 39 | 19 | +20  |
| 2    | Mbabane Highlanders     | 42  | 22 | 11 | 9 | 2  | 31 | 12 | +19  |
| 3    | Young Buffaloes FC      | 40  | 22 | 11 | 7 | 4  | 30 | 14 | +16  |
| 4    | Green Mamba             | 39  | 22 | 11 | 6 | 5  | 26 | 15 | +11  |
| 5    | Mbabane Swallows        | 33  | 22 | 9  | 6 | 7  | 30 | 29 | +1   |
| 6    | Manzini Wanderers       | 30  | 22 | 8  | 6 | 8  | 24 | 24 | 0    |
| 7    | Manzini Sundowns        | 29  | 22 | 8  | 5 | 9  | 21 | 23 | -2   |
| 8    | Eleven Men in Flight    | 25  | 22 | 6  | 7 | 9  | 15 | 19 | -4   |
| 9    | Umbelebele/Jomo CosmosP | 21  | 22 | 5  | 6 | 11 | 18 | 25 | -7   |
| 10   | Mhlambanyatsi Rovers    | 20  | 22 | 4  | 8 | 10 | 19 | 30 | -11  |
| 11   | Midas Mbabane City FC   | 20  | 22 | 5  | 5 | 12 | 23 | 41 | -18  |
| 12   | Illovo FCP              | 16  | 22 | 4  | 4 | 14 | 18 | 43 | -25  |

|  | Qualification pour la Ligue des champions de la CAF 2009 |
|  | Relégation directe en deuxième division                  |
|  | T : Tenant du titre P : Promu de deuxième division       |

## Bilan de la saison
| Championnat du Swaziland de football 2007-2008 |                              |
| Champion                                       | Royal Leopards FC (3e titre) |
| Coupes et trophées                             |                              |
| Vainqueur de la Coupe du Swaziland 2007-2008   | Malanti Chiefs FC (D2)       |
| Qualifications continentales                   |                              |
| Ligue des champions de la CAF 2009             | Royal Leopards FC            |
| Coupe de la confédération 2009                 | Malanti Chiefs FC            |
| Promotions et relégations                      |                              |
| Promus en Premier League                       | Malanti Chiefs FC            |
| Promus en Premier League                       | Manchester United            |
| Relégués en First Division League              | Illovo FC                    |
| Relégués en First Division League              | Midas Mbabane City FC        |